# Antepipona vescovilis
Antepipona vescovilis är en stekelart som beskrevs av Giordani Soika 1970. Antepipona vescovilis ingår i släktet Antepipona och familjen Eumenidae. Inga underarter finns listade i Catalogue of Life.